# Siodło (województwo lubuskie)
Siodło – wieś w Polsce położona w województwie lubuskim, w powiecie żarskim, w gminie Żary.
W latach 1958–1971 w granicach Kunic Żarskich (1969–1971 część miasta).

## Historia
W latach 1975–1998 miejscowość położona była w województwie zielonogórskim.
Stara wieś łużycka, wzmiankowana w 1260 roku. W XV wieku wieś należała do Ragewitzów, później była wsią domenalną.  W rozplanowaniu jest mała, zwarta, wielodrożnica, z zabudową z przełomu XIX–XX wieku (dwa domy z XVIII–XIX wieku) oraz ruinami cegielni. Nadal czyny jest tu XIX-wieczny cmentarz.
Po II wojnie światowej Siodło znalazało się na terenie tzw. Ziem Odzyskanych (tzw. II okręg administracyjny – Dolny Śląsk), gdzie weszły w skład gminy Kadłubia. 28 czerwca 1946 gmina – jako jednostka administracyjna powiatu żarskiego – weszła w skład nowo utworzonego woj. wrocławskiego. 6 lipca 1950 gmina wraz z całym powiatem żarskim weszła w skład nowo utworzonego woj. zielonogórskiego.
Jesienią, w związku z reformą administracyjną kraju, utworzono gromadę Kunice Żarskie w powiecie żarskim w woj. zielonogórskim, obejmującą Kunice Żarskie, Marszów i Siodło. Dla gromady ustalono 22 członków gromadzkiej rady narodowej.
1 stycznia 1958 z gromady Kunice Żarskie wyłączono wieś Marszów, włączając ją do nowo utworzonej gromady Żary w tymże powiecie, po czym gromadę Kunice Żarskie zniesiono nadając jej status osiedla (obejmując zatem Kunice Żarskie i Siodło). 1 stycznia 1969 Kunice Żarskie otrzymały status miasta, przez co Siodło stało się obszarem miejskim. 1 stycznia 1972 od miasta Kunice Żarskie odłączono Siodło (1692 ha), włączając je do gromady Żary. Rok później, 1 stycznia 1973, Kunice zostały włączone do Żar.